# アブドゥレラー・アル＝アムリ
アブドゥレラー・アル＝アムリ（アラビア語: عبدالإله العمري、Abdulelah Al-Amri、 1997年1月15日 - ）は、サウジアラビア・ターイフ出身のサッカー選手。サウジ・プロフェッショナルリーグ・アル・ナスルFC所属。サウジアラビア代表。ポジションはDF。

## 経歴

### クラブ
アル・ナスルFCのユースを経て、2017年12月にプロデビューを果たした。
2018年5月27日、アル・ワフダへ期限付き移籍をした。

### 代表
世代別のサウジアラビア代表の経験がある。2017 FIFA U-20ワールドカップでキャプテンを務めている。
AFCアジアカップ2019でサウジアラビア代表に初招集を受けた。
2021年7月6日、2020年東京オリンピックに向けたメンバーに選出された
2022年11月11日に2022 FIFAワールドカップのメンバーに招集されると、グループステージ3試合全てに出場した。

## 代表歴

### 出場大会
- サウジアラビア代表
  - 2022 FIFAワールドカップ

### 試合数
- 国際Aマッチ 28試合 1得点（2021年-）[8]

| サウジアラビア代表 | 国際Aマッチ | 国際Aマッチ |
| 年                 | 出場        | 得点        |
| ------------------ | ----------- | ----------- |
| 2021               | 8           | 1           |
| 2022               | 15          | 0           |
| 2023               | 5           | 0           |
| 通算               | 28          | 1           |

## タイトル
アル・ナスル
- サウジ・スーパーカップ：2019, 2020